# (S)-3-estere-idrossiacido deidrogenasi
La (S)-3-estere-idrossiacido deidrogenasi è un enzima appartenente alla classe delle ossidoreduttasi, che catalizza la seguente reazione:
etil (S)-3-idrossiesanoato + NADP+ ⇄ etil 3-ossoesanoato + NADPH + H+
L'enzima agisce anche sugli acidi grassi 4-osso- e 5-osso- e sui loro esteri.